# Kleandros av Gela
Kleandros (död 498 f.Kr.) var den förste tyrannen av Gela. 505 f.Kr. tog han makten genom att avsätta den doriska regeringen, som hade styrt staden i flera decennier. Han började modernisera sin hemstad, men blev dödad 498 f.Kr. av Sabello, en gelan som ville återinföra demokratin. Hans försök misslyckades dock, då makten övertogs av Kleandros bror Hippokrates.